# Teatro Pérez Galdós
El teatro Pérez Galdós es el principal recinto teatral de la ciudad española de Las Palmas de Gran Canaria, sede permanente del Festival de Ópera de Las Palmas de Gran Canaria Alfredo Kraus. 
Está situado al sureste del barrio de Triana, cerca del mar, en el margen izquierdo de la desembocadura del barranco Guiniguada. Se trata de uno de los monumentos más emblemáticos de la ciudad y, tras la reforma integral culminada en 2007, uno de los teatros más modernos de España.

## Reseña histórica
El infeliz arquitecto / sólo adornó el frontispicio / con estatuas y letreros / que es un adorno sencillo / más bien pronto este defecto / simularon solícitos / el cangrejo, la langosta / con el pulpo y el erizo.
Benito Pérez Galdós, versos satíricos escritos en 1881 con los que criticaba la ubicación y el diseño del teatro.

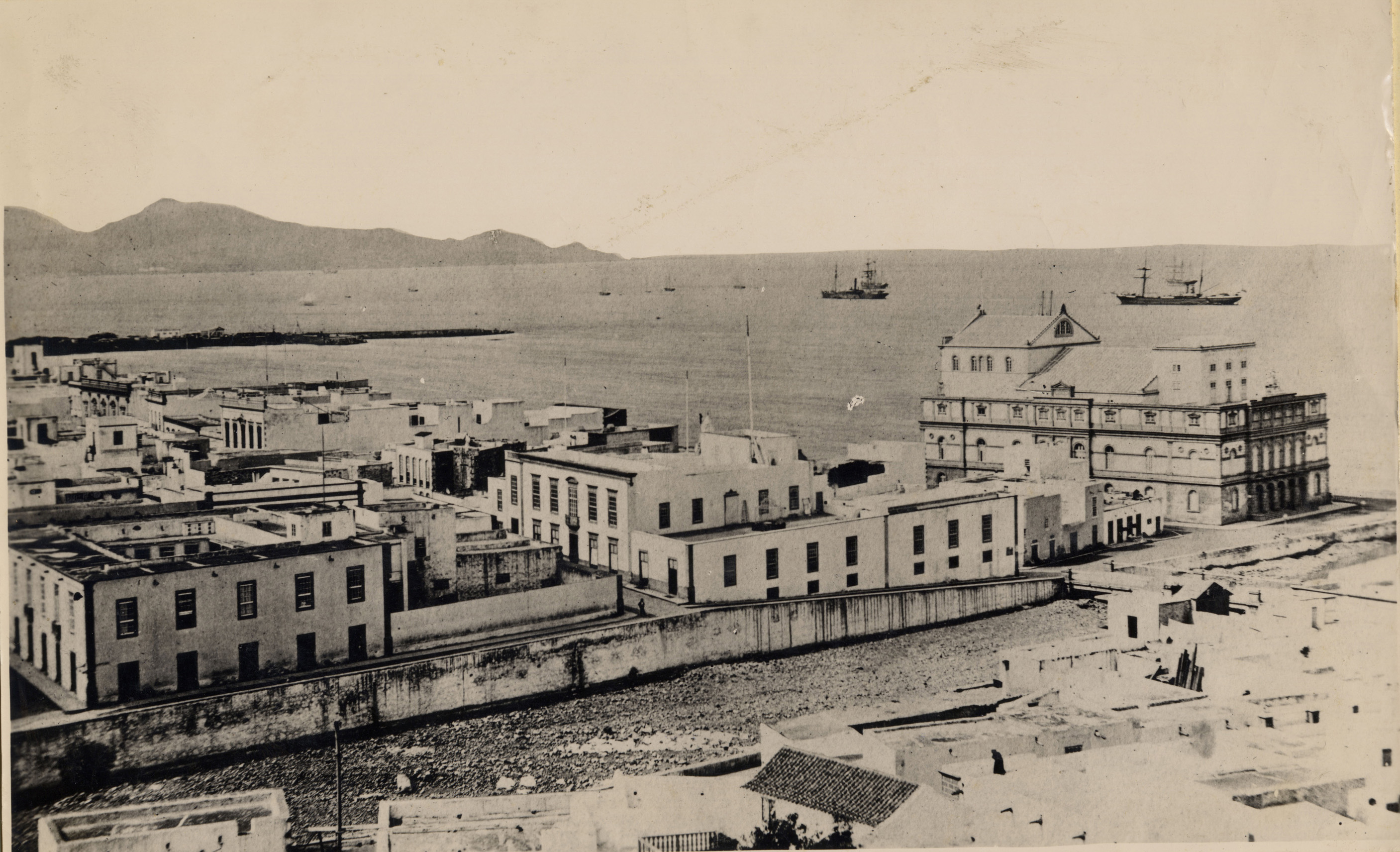
Desembocadura del Guiniguada con el teatro al fondo (1890).

Hasta mediados del siglo XIX, Las Palmas de Gran Canaria no contaba con un lugar adecuado para llevar a cabo representaciones escénicas. La idea de construir uno se había concebido desde 1830 y su más decidido promotor fue Benito Lentini, pianista y compositor italiano afincado en la ciudad. El primitivo Teatro Cairasco, que se levantara en la plaza del mismo nombre, fue encargado al arquitecto Santiago Bary, comenzando las obras en 1842 y finalizando en 1845. Fue éste el primer teatro que se construía en la provincia de Las Palmas. Sin embargo, los escasos recursos económicos disponibles dieron como resultado un recinto con bastantes deficiencias constructivas, un mal que se agravó cuando, años después, la sociedad del Gabinete Literario se vino a instalar en el mismo edificio. Entre la falta de espacio y las deficiencias del inmueble, pronto surgió la necesidad de construir un nuevo teatro.
Para ello se barajaron otras zonas de la ciudad donde levantar uno nuevo, optándose finalmente, no sin cierta polémica (el propio Galdós ridiculizó su ubicación al lado del mar), por un solar propiedad del ayuntamiento en la desembocadura del barranco Guiniguada. Como se hiciera antes con el Cairasco, se constituyó una sociedad civil por acciones con el fin de recabar fondos entre la ciudadanía para la construcción del nuevo teatro. Se asignó el proyecto al arquitecto Francisco Jareño y Alarcón (Albacete, 1818) quien años antes había proyectado en Madrid el edificio del Palacio de Bibliotecas y Museos que hoy acoge las sedes del Museo Arqueológico Nacional y de la Biblioteca Nacional.
En 1862 comenzaron las reuniones para recabar fondos entre los ciudadanos, mediante el llamado empréstito patriótico, y en 1867 se iniciaron las obras, que se prolongaron por espacio de más de dos décadas debido a problemas económicos. Finalmente, se  levantaría el primer telón en 1890, aunque ya en 1888 el afamado tenor italiano Stagno había ofrecido un concierto benéfico en el escenario provisional de un teatro aún sin terminar, que primero se conoció como Teatro Nuevo y más tarde sería bautizado en el nombre de Teatro Tirso de Molina. Habría que esperar, unos años más tarde, a la puesta en escena de la obra Electra, de Benito Pérez Galdós, representada con notable éxito en 1902, para que el teatro recibiera el nombre del escritor grancanario, que por aquel entonces ya contaba con cierto renombre y parecía más coherente darle su nombre al teatro de su ciudad natal.

### Incendio y reconstrucción

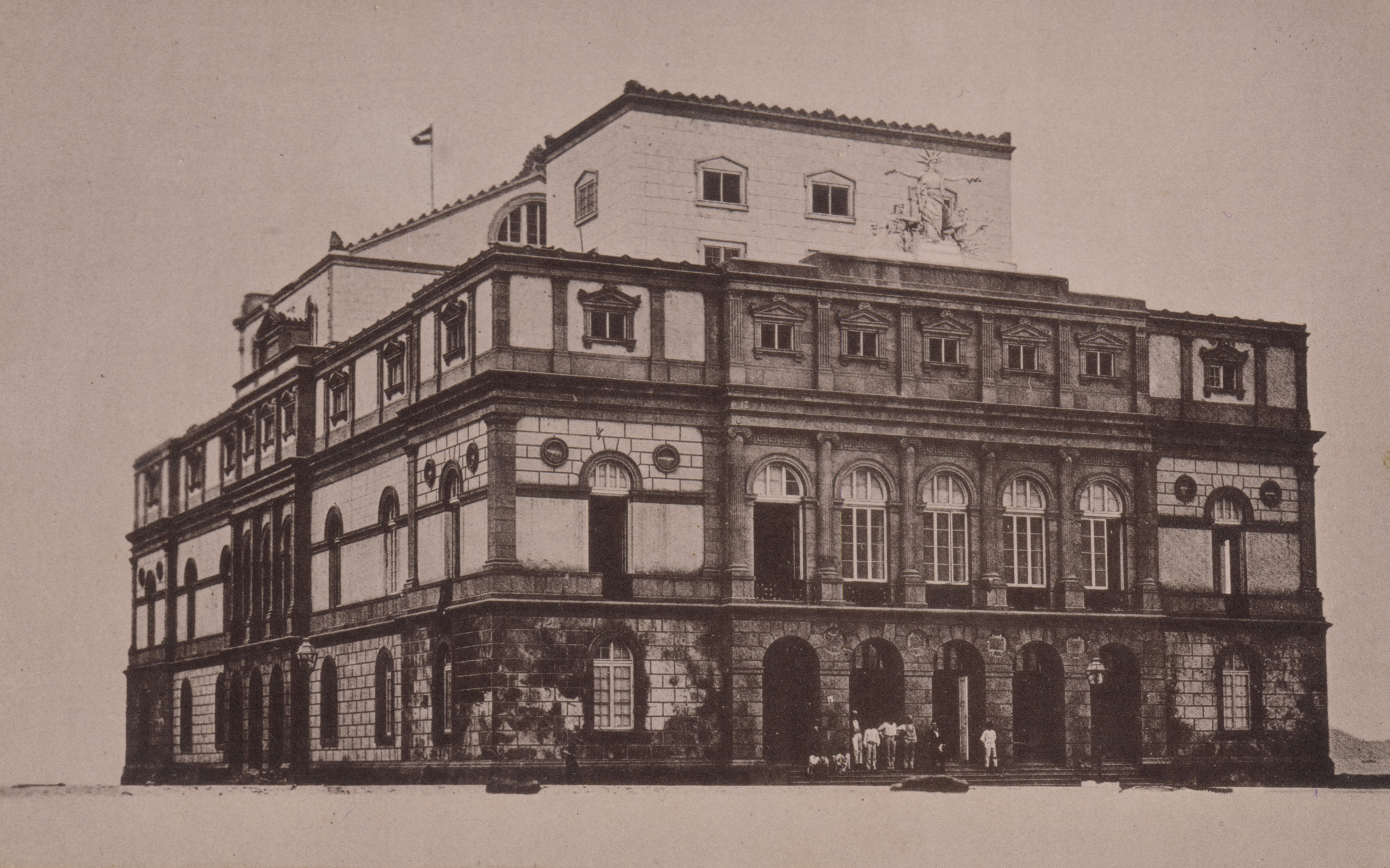
El teatro original de Jareño a finales del.

En la noche del 28 de junio de 1918 un fatal suceso vino a conmover a la población de Las Palmas de Gran Canaria: un gran incendio se cebó con el teatro destruyendo su estructura de madera casi por completo. El Ayuntamiento tuvo que plantearse su reconstrucción en 1921, esta vez con fondos propios, y recurrió para ello a los arquitectos municipales Fernando Navarro y Navarro y  Rafael Massanet. Pero divergencias surgidas entre el equipo técnico, motivaron que, en 1923, el Ayuntamiento optase por designar como nuevo director de las obras al arquitecto Miguel Martín Fernández de la Torre, quien las concluyó entre 1925 y 1928. Miguel Martín solicitó ayuda a su hermano  Néstor Martín Fernández de La Torre, artista y pintor, para decorar el edificio. Éste se ocuparía de realizar las pinturas en lienzo del salón Saint-Saëns, del techo de la platea, de la boca del escenario y de diseñar los vitrales y el telón. Tras las obras, el 28 de mayo de 1928 se llevó a cabo la primera reinauguración.
La reconstrucción fue fiel al diseño del arquitecto Jareño, quien ideó un edificio de planta rectangular de 70 por 30 metros, construido en piedra y ladrillo, que respetaba los límites impuestos por el solar que había dejado el anterior edificio, del que solo se pudieron aprovechar sus cimientos y parte de la fachada norte. En su interior confluyen elementos alhambristas y renacentistas, con vidrieras de estilo art nouveau y pinturas de Néstor. El inmueble está conformado por un vestíbulo con escalinata de acceso al patio de butacas y dos escaleras laterales enfrentadas para acceder al anfiteatro. El diseño perimetral del patio de butacas y de la boca del escenario destacan la curvatura de los antepechos del anfiteatro y de los palcos. Éstos, dispuestos a la francesa, a los lados del proscenio, se ubican en tres niveles a partir del primer piso. Todo ello proporciona una planta en herradura muy típica de los teatros italianos.
Desde el exterior, la sala se remataba con techo a tres aguas mientras que para la caja escénica se optó por uno a dos aguas que sería derribado años más tarde, junto con el resto de la estructura escénica, con ocasión de las obras de rehabilitación integral de 2004. En esta desaparecida estructura que envolvía el escenario se encontraban a sus lados los camerinos y, detrás, otras dependencias para el montaje escénico. 
El edificio cuenta con cuatro fachadas de estilo arquitectónico académico-clasicista. La principal se compone de un cuerpo central, todo él construido en piedra de cantería, levantado en gradiente sobre podio para marcar la entrada. El acceso principal se solucionó mediante cinco arcos de estilo renacentista hechos en cantería almohadillada, que vienen a soportar a otro conjunto de arcos separados por pilastras jónicas que enmarcan los huecos de la primera planta; para rematar este cuerpo en un ático de ventanales con frontones, separados, también, por pilastras. El resto del frontis está realizado en paramento liso con remates y cornisas en piedra de cantería, y repite el tipo de huecos y molduras del cuerpo central.
La última reforma databa de 1989, hasta su rehabilitación integral llevada a cabo entre 2004 y 2007, en la que se procede a reformar y restaurar a fondo todo el edificio y se levanta una nueva y completa caja escénica. El edificio fue declarado Bien de Interés Cultural (BIC) con categoría de Monumento por el Gobierno de Canarias el 14 de abril de 1994.

### Representaciones y cronología
El Teatro Pérez Galdós ha pasado por etapas de mayor o menor actividad cultural desde su apertura, bajo el nombre de Tirso de Molina, en 1890 con la ópera La Traviata. Sobre su escenario han tenido cabida multitud de montajes teatrales, conciertos, recitales de artistas de renombre, galas de carnaval, actos institucionales, etcétera. En los últimos años, las actividades musicales eran las que tenían mayor preponderancia, sobre todo debido al Festival de Música de Canarias y al Festival de Ópera Alfredo Kraus. Tras la rehabilitación integral, y dado que en la ciudad ya existen otros espacios escénicos que, como el Auditorio Alfredo Kraus, pueden acoger a gran parte de las actividades que se venían desarrollando hasta ahora en el recinto, en su nueva etapa se desea orientar el uso del teatro al estreno de producciones operísticas.
Pequeña cronología para la Historia y selección de espectáculos más representativos puestos en escena
- 1866: Se constituye una sociedad civil por acciones para levantar un teatro que fuera acorde a las necesidades culturales de la ciudad. Un año después darían comienzo las obras según planos de Francisco Jareño.
- 1888: Aún sin concluir las obras, el teatro debe abrir sus puertas con un escenario provisional para acoger un concierto a beneficio de las víctimas del naufragio del Sud América del tenor italiano Roberto Stagno, que se encontraba de paso en Las Palmas. El teatro se inauguraría oficialmente dos años después, en 1890, con La Traviata de Verdi.[4]
- 1928: Tras diez largos y polémicos años se reabre el actual teatro Pérez Galdós sobre el solar que ocupaba el siniestrado edificio. Se estrenó Aida, ópera en cuatro actos compuesta por Verdi.
- 1994: El edificio del teatro fue declarado Bien de Interés Cultural (BIC) por el Gobierno de Canarias, con la categoría de Monumento en Conjunto Histórico. Sin embargo, posteriormente sería desclasificado en parte para acometer la rehabilitación integral que se llevó a cabo a partir de 2004.
- 2007: Sometido a una rehabilitación integral durante los últimos años, vuelve a abrir sus puertas al público un edificio que combina el romanticismo del siglo XIX con las avanzadas tecnologías escénicas del siglo XXI. El estreno de la tetralogía El anillo del nibelungo, especialmente escogida como acto central de su segunda reapertura, sirvió para demostrar las nuevas capacidades técnicas y escénicas del Pérez Galdós, siendo el primer teatro de España que afrontó la representación de la obra completa en una sola semana.[5]

## Sala principal

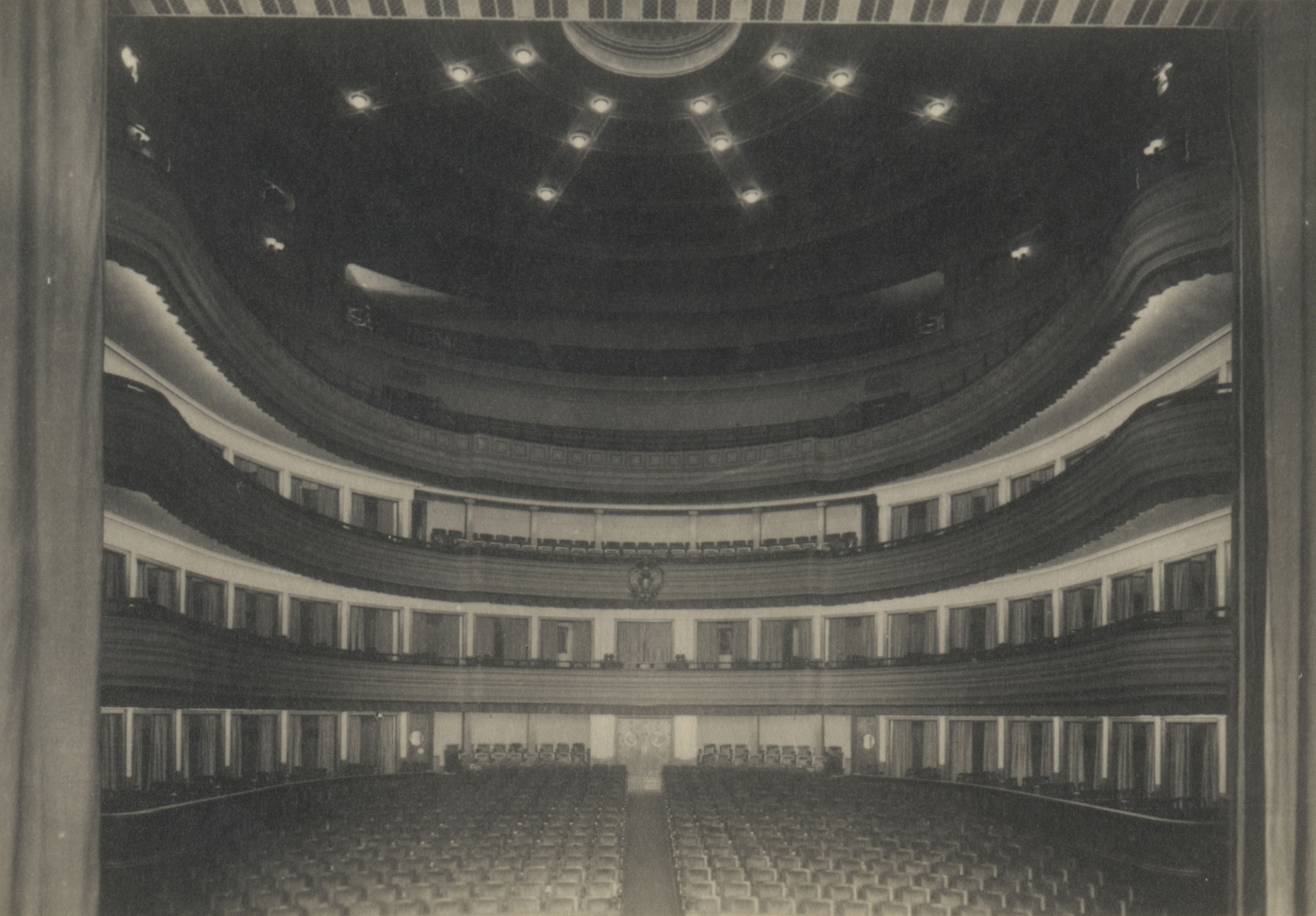
Vista del aforo desde el escenario (1928).

La sala se reparte en cuatro niveles con un aforo total de 1085 localidades: 
- Nivel 0: Platea o patio de butacas, catorce palcos de platea y dos proscenios. Es la planta de acceso desde la calle y en ella hay 408 butacas; de ellas 24 son desmontables para ubicar a personas con movilidad reducida que acceden desde una entrada accesoria en el lateral que da a la calle Francisco Jareño. Cada butaca de este nivel está dotada de un sistema de pantallas individuales para la lectura de los subtítulos de las óperas. En palcos y proscenios las butacas se sustituyen por sillas sueltas, no sujetas al piso.
- Nivel 1: Palco principal, dieciséis palcos de principal y dos proscenios. Encontramos 162 asientos en este nivel. En el centro, enfrentado a la boca del escenario, se encuentra el palco de honor, habitualmente reservado a autoridades o personalidades, con acceso directo desde el salón Saint-Saëns.
- Nivel 2: Primer anfiteatro, dieciséis palcos de anfiteatro 1.º y dos proscenios. En este nivel hay instaladas 284 localidades.
- Nivel 3: Segundo anfiteatro, dos galerías laterales de anfiteatro 2.º y dos palcos. En la rehabilitación de 2004 se hicieron reformas en este nivel para unir "Paraíso" con "General" (el gallinero) que estaban en plantas diferentes. Ahora se ubican en la nueva distribución 231 asientos.

La embocadura del escenario y el falso techo están decorados con molduras de escayola y frescos de lienzos del artista Néstor Martín Fernández de la Torre de trazas modernistas y simbolistas que representan diferentes alegorías a las artes escénicas, como son Apolo y las musas, sobre el escenario, y El canto y La danza, estas dos obras enfrentadas a los laterales. También Néstor se encargaría de diseñar el vitral de la linterna y el telón, de 14 metros de ancho y 10 de alto y cierre con caída vertical con telas de seda y terciopelo que lleva bordado una alegoría al escudo de la ciudad.

## Salón Saint-Saëns

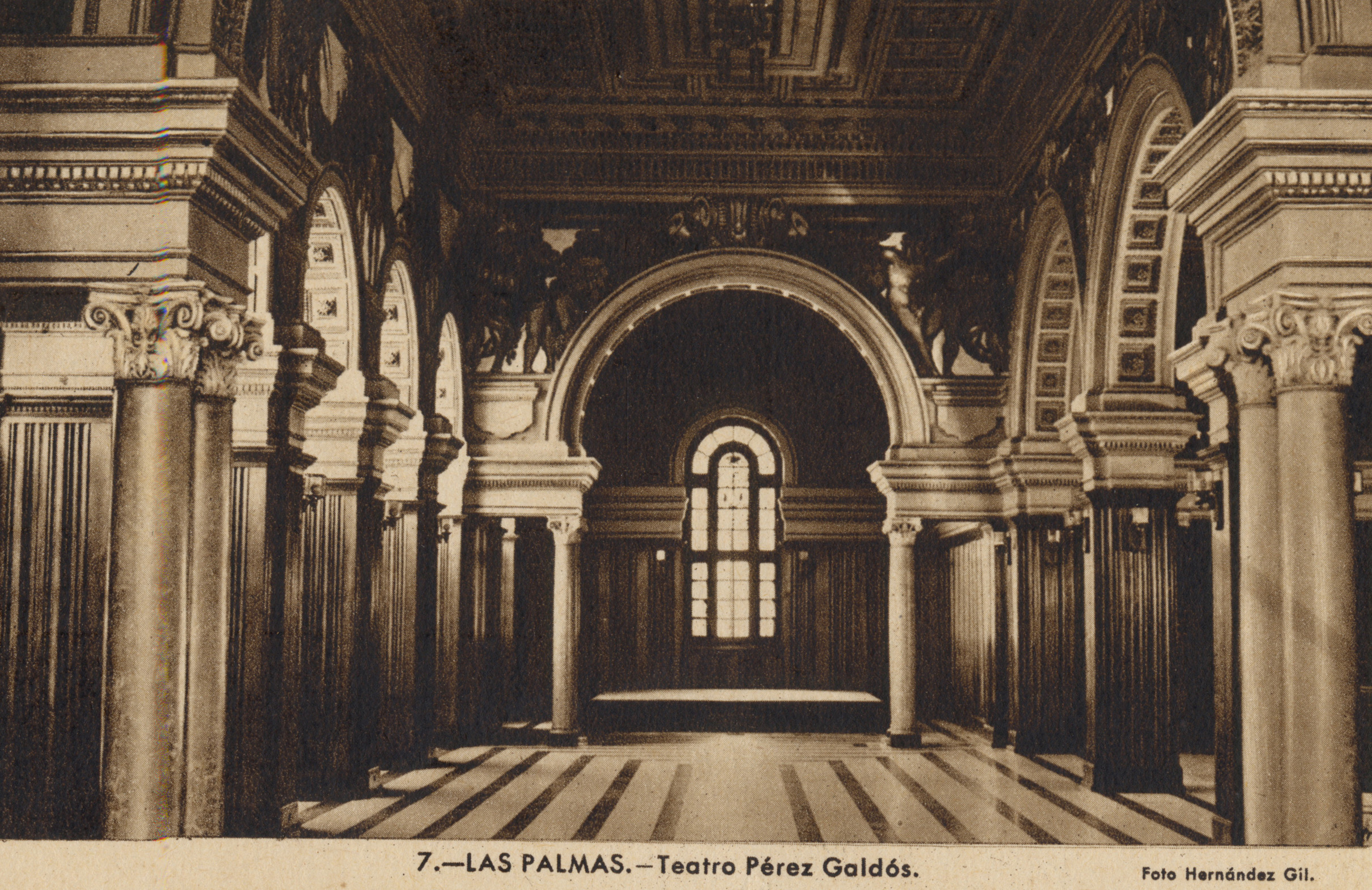
Salón Saint-Saëns en 1928.

Existe en el teatro una sala dedicada al compositor galo Camille Saint-Saëns, quien llegó de incógnito a Gran Canaria en 1889 declarándose representante de vinos y acabó integrándose completamente en la vida social, llegando a convertirse en uno de los contertulios numerarios del Casino, principalmente en asuntos que tenían que ver con la música. Asistía, además, a los ensayos de la orquesta de la Sociedad Filarmónica llegando, incluso, a dar consejos y a hacer todo tipo de observaciones durante sus interpretaciones. Se llegó a dar la circunstancia de que en una publicación francesa apareció una fotografía suya dándolo por desaparecido, siendo reconocido por sus amistades en la ciudad.
Con el paso del tiempo, Saint-Saëns se convirtió en un asiduo visitante de Gran Canaria, en la que pasaba los inviernos de principios del siglo XX instalado en su residencia del pueblo de Santa María de Guía. Durante sus estancias en la isla, compuso parte de su ópera Sansón y Dalila y el Vals canariote y se interesó por la cultura local, traduciendo al francés algunos cuentos de los hermanos Millares.
Este salón se encuentra en la primera planta a la que se accede a través de la llamada escalera de honor, desarrollada a ambos lados de la entrada central al patio de butacas que se encuentra en la planta baja principal. Aquí, el vestíbulo duplica su superficie respecto a la planta baja y se convierte en la parte más noble del teatro puesto que sirve de paso al palco de honor y a los anfiteatros. Acorde a tal propósito, el piso del salón es de mármol en colores distintos y con trazado geométrico. Las paredes están revestidas de madera de caoba americana y parte de ellas estucadas con arena extraída de la Playa de Las Canteras. Entre 1926 y 1928, Néstor diseñó para esta sala unas cenefas y unos pequeños corpóreos con alegorías frutales, tallados en madera por el escultor Eduardo Gregorio. También se ocupó Néstor de diseñar las coloristas vidrieras que decoran los ventanales y las originales lámparas que iluminan la estancia.
Anexos al salón, hay dos pequeños saloncitos situados en los extremos del Saint-Saëns. La parte superior de sus paredes está revestida de papel pintado de color azul ultramar con motivos florales en ocre dorado realizados en fibra vegetal emulando al terciopelo; todo ello como imitación de telas suntuosas, algo que estaba de moda en Europa en el siglo XIX.

## Caja escénica

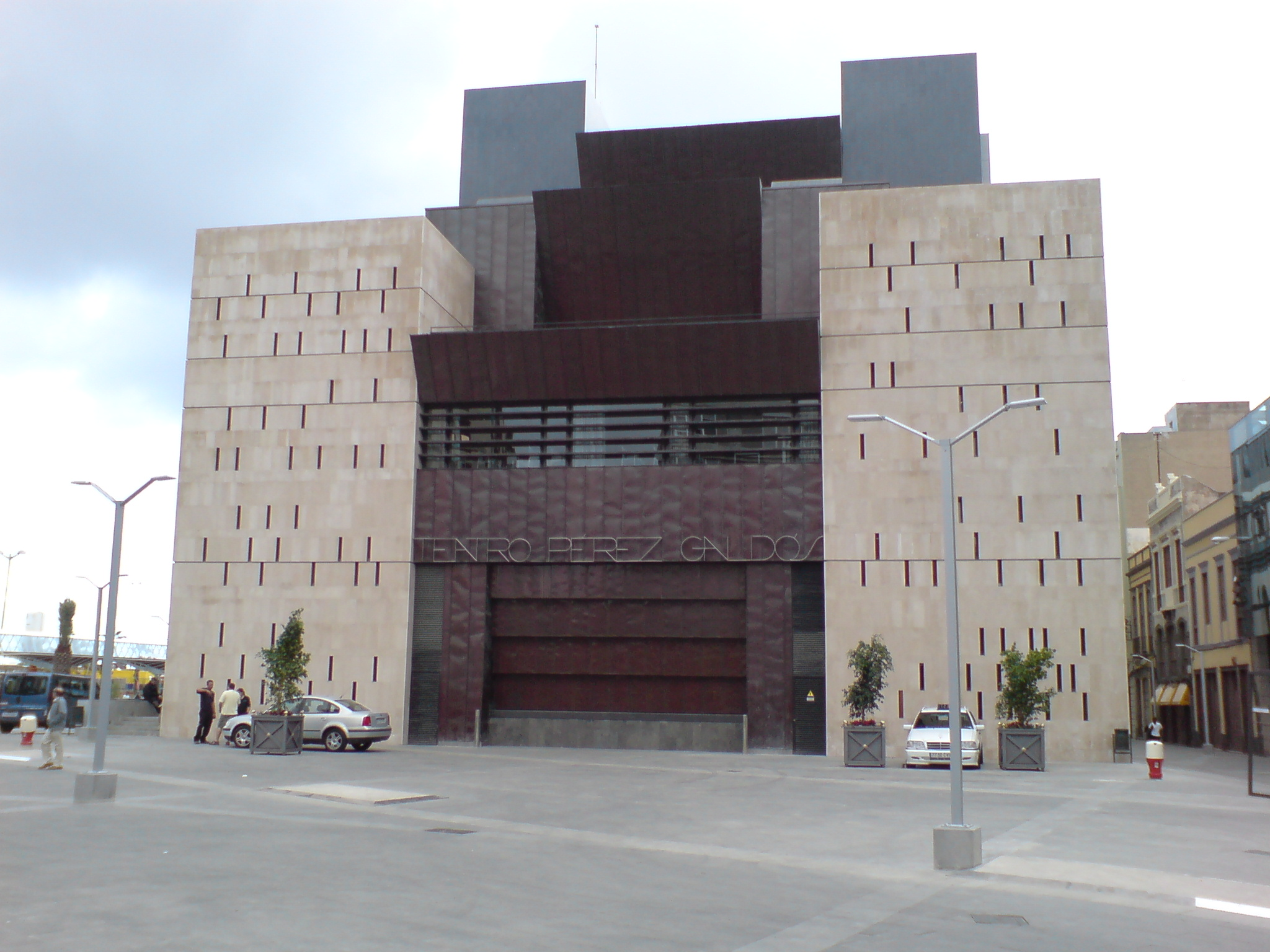
Nuevo cuerpo escénico (2007).

El cuerpo escénico original fue objeto de varias reformas y ampliaciones, la última con motivo de unas obras puntuales de restauración dirigidas por el arquitecto Sergio Pérez Parrilla en 1989. Finalmente, con la rehabilitación integral de 2004 fue totalmente demolida y en su lugar se levantó una de nueva construcción a base de hormigón armado, cuyos cimientos están situados por debajo del nivel freático. Encima de estos, se erige la caja escénica conformada por una gigantesca estructura de más de treinta toneladas que fue elevada y posicionada por una grúa de enormes dimensiones en una compleja operación.
Todo este recinto y su equipamiento, incluido el audiovisual y el escénico, es completamente nuevo. En esta parte se encuentran los camerinos, la sala de ensayos, las dependencias administrativas y de servicios del teatro y toda la maquinaria escénica. A casi treinta metros de altura sobre el escenario se encuentra el peine motorizado que permite realizar los cambios escénicos, compuesto por 24 motores capaces de elevar 750 kilos de peso y otros 13 con una capacidad de elevación de 2220 kilos. En total, se cuenta con un poder de elevación de 55 toneladas. Junto a estos motores se encuentran diez arrolladores que mueven un enorme entramado de cables de acero que aportan al conjunto versatilidad y una gran funcionalidad. Los movimientos automatizados del peine son vigilados mediante sensores controlados por un sistema informático.
En el escenario, que cuenta con una embocadura de 9 metros de alto y 11 de ancho, se ha corregido la ligera inclinación existente hasta el momento y se le ha dotado de un sistema de plataformas que permite su expansión sobre el foso. 
En cuanto a la iluminación escénica, se cuenta con una dotación suficientemente dimensionada y estructurada para satisfacer los requerimientos de cada producción. Se han instalado quinientos circuitos independientes de más de un millón de vatios, así como otros circuitos para televisión que evitarán tender cableados por entre las zonas de público. La infraestructura incluye, además, sistemas de control y regulación, posiciones de iluminación múltiple y luminarias. 
El equipamiento audiovisual del teatro se ha diseñado para tanto para representaciones teatrales y de ópera como para conciertos electroacústicos o variadas exhibiciones audiovisuales. La nueva sala de ensayo, de las mismas dimensiones que el escenario, contará con su propia infraestructura técnica que quedará integrada con las del resto del recinto. En cuanto al equipamiento escénico, cuenta con dos pianos de concierto de la casa Steinway y un clavicémbalo.
Una nueva concha acústica, compuesta de varios paneles móviles de enormes dimensiones, sirve de para albergar representaciones sinfónicas y logran convertir al escenario en un cajón perfecto que evita que el sonido ascienda hasta lo alto de la caja escénica y lo proyectan hacia el público. Fue estrenada por primera vez con ocasión del concierto inaugural de los actos de la segunda reapertura.

## Rehabilitación integral

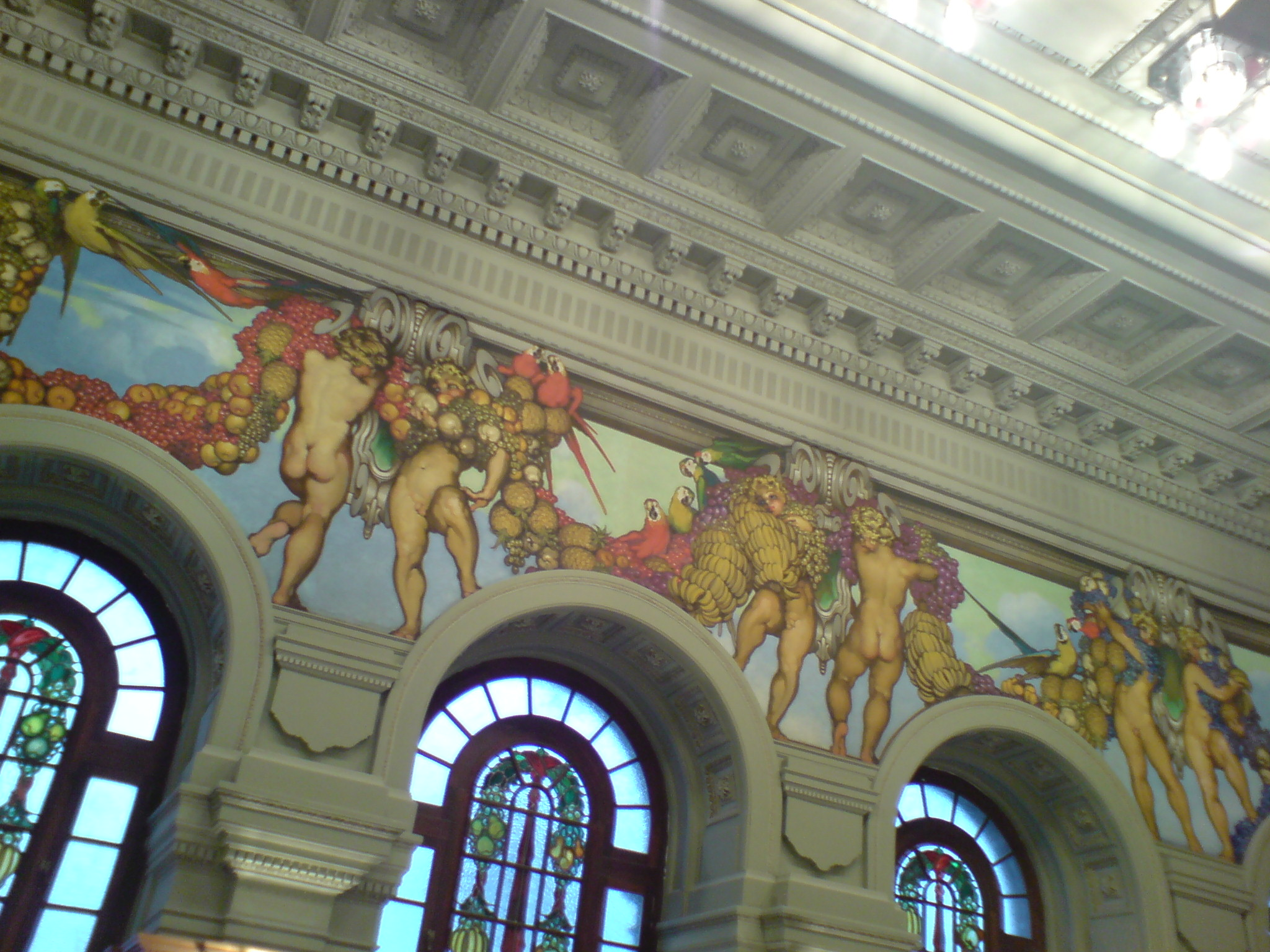
Lienzos de Néstor en el Salón Saint-Saëns.

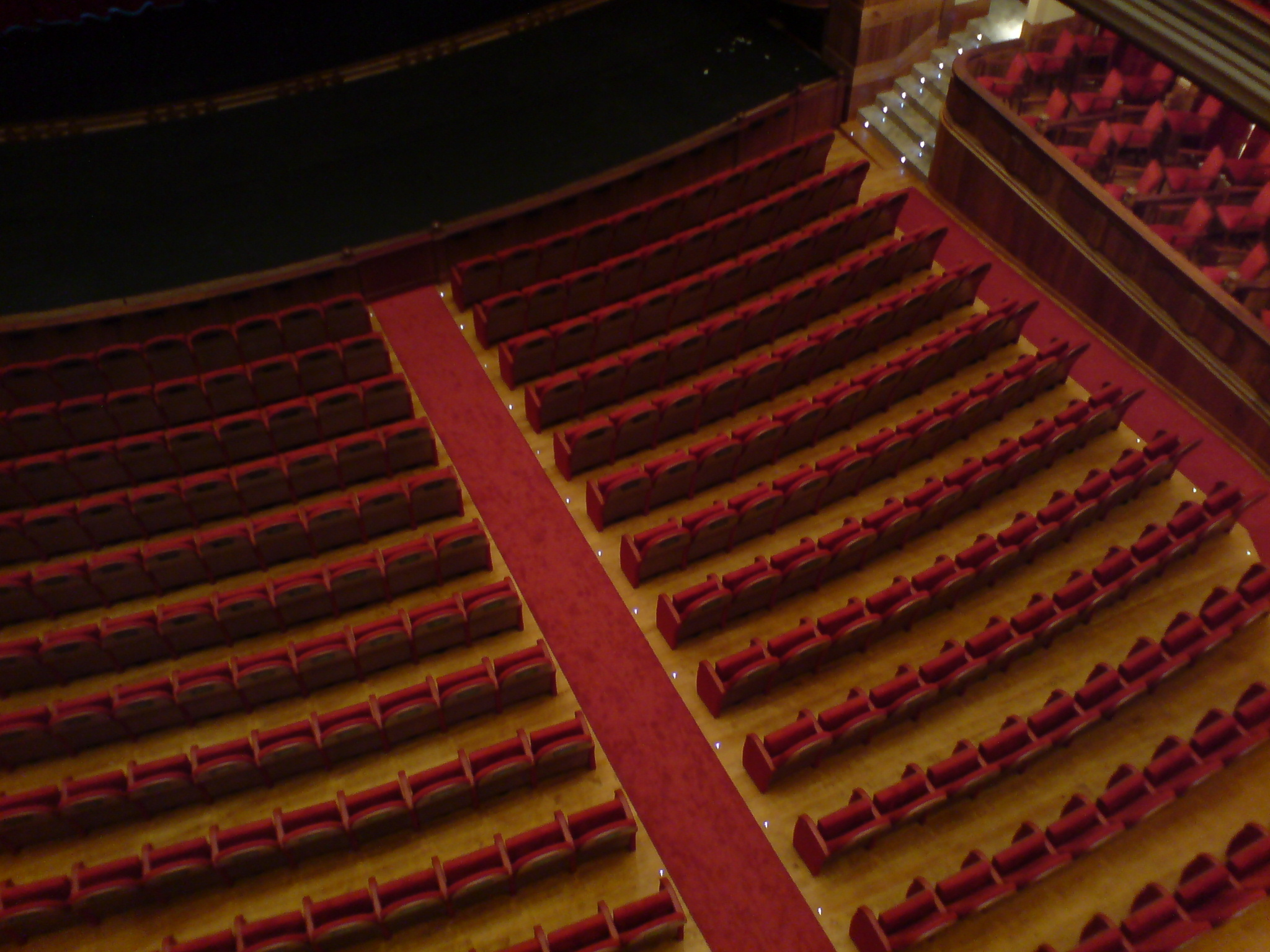
Platea.

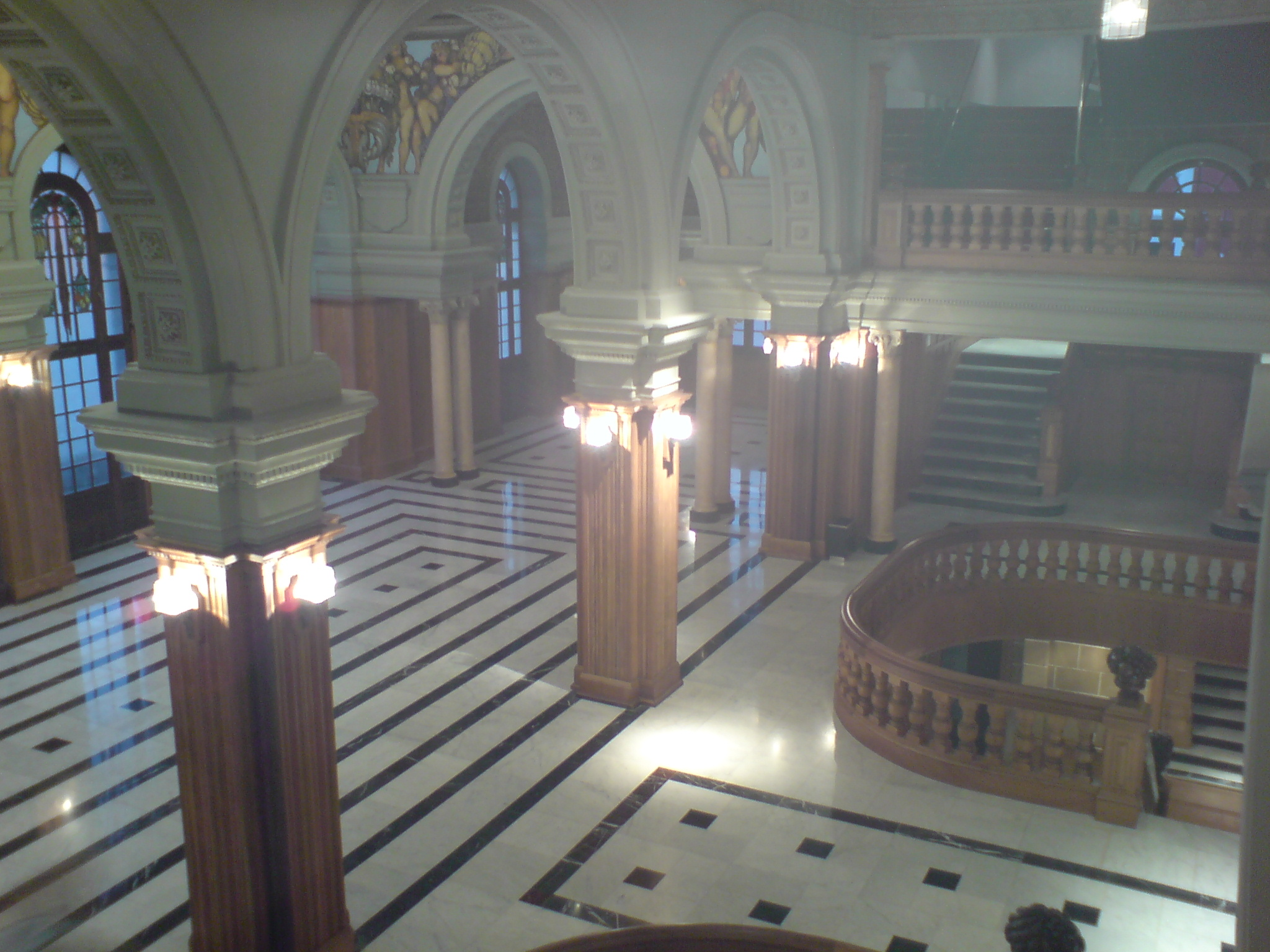
Salón Saint-Saëns y acceso al palco de honor (2007).

Salvo puntuales rehabilitaciones, la última en 1999, el Teatro Pérez Galdós se mantuvo intacto y se convirtió en el gran referente cultural grancanario. Sin embargo, los años iban pasando y su deterioro era cada vez más evidente. La caducidad de su maquinaria escénica, lo obsoleto de sus instalaciones y la adecuación de las mismas a los nuevos parámetros de seguridad obligaron a echar el cierre en verano de 2001. 
Tras permanecer cerrado ocho meses, el 14 de febrero de 2002 se desploma una parte del emblemático Salón Saint-Saëns. Este suceso provocó que la ciudadanía reaccionase y ejerciera presión para que se tomase en consideración el asunto y las obras de reforma dieran comienzo cuanto antes.
Pero la decisión ni fue fácil ni se pudo tomar de forma inmediata. La dificultad se debía en su mayor parte a que no existía un acuerdo claro entre las administraciones públicas implicadas acerca de la financiación de las obras. Otro escollo que hubo que salvar, y bastante importante, se refería a la desafectación de partes del inmueble objeto de reforma ya que se trata de un edificio protegido como Bien de Interés Cultural con la categoría de Monumento, su grado máximo. Finalmente, tras un tortuoso camino burocrático, el 27 de noviembre de 2002 se levantó parte de la protección del inmueble, que incluía la zona norte del edificio (del escenario hacia atrás), la modificación del foso de la orquesta y la cubierta general de la caja escénica.
Posteriormente llegaría el acuerdo económico por el cual el Ministerio de Fomento, como promotor del proyecto, se hacía cargo de sufragar el coste total de las obras mientras que el Cabildo de Gran Canaria y el Ayuntamiento de Las Palmas de Gran Canaria, propietario este último del edificio, ejecutarían los trabajos.
El 18 de mayo de 2004 las obras fueron adjudicadas a la compañía Dragados Obras y Proyectos por un importe de 7 150 246,32 euros. En 1999, se convocó el concurso para la rehabilitación y ampliación del Teatro Pérez Galdós. El arquitecto José Luís Rodríguez Noriega fue designado para redactar el proyecto inicial.
En el año 2004, el estudio “TDA arquitectura y urbanismo” recibe el encargo de revisar y adaptar totalmente el proyecto en el marco de un nuevo concurso para la dirección de la obra del Teatro, del que resulta ganador. El encargo engloba asimismo el proyecto del entorno urbanístico.
Las obras, con una duración inferior a tres años, han permitido la reapertura del edificio, como Teatro de ópera, en abril de 2007.
Marcos Roger Berghänel ha sido el arquitecto del proyecto definitivo y el director de la obra, tanto del edificio del Teatro como de su entorno, con Agustín Juárez como arquitecto local. Asimismo ha intervenido el arquitecto Carlos Díaz, director de TDA arquitectura y urbanismo, como coordinador general del equipo multidisciplinar de profesionales que han participado.
El plan de rehabilitación del teatro abarcó dos partes bien diferentes. Una es la que se refiere a las zonas de uso público que viene a coincidir en todo con la parte del edificio histórico que se conserva. Entre las actuaciones desarrolladas en este capítulo encontramos la prolongación a todas las plantas de las escaleras principales del teatro, la supresión de los añadidos a la fachada principal hechos en la última reforma (1989), la restauración del telón, de los vitrales y de los lienzos de Néstor que decoran la platea, el escenario y diversas estancias del teatro; y la renovación del mobiliario y de las carpinterías exteriores.
La restauración del telón, los vitrales y el Salón Saint-Säens( decoraciones en yeso, maderas, papeles pintados, lámparas, vitrales, lienzos de Néstor,...) se llevó a cabo con fondos aportados por el Ministerio de Cultura, Educación y Deportes, mediante la participación en el proyecto del Instituto del Patrimonio Histórico Español.
La otra parte del proyecto se concretó en la demolición de la caja escénica, dependencias del escenario y camerinos y a la nueva construcción de los mismos, con unas dimensiones y organización adecuadas al uso como teatro de ópera que se espera del Pérez Galdós.
Dentro del edificio, las principales actuaciones fueron la renovación de la cubierta superior, la unión de las zonas de Paraíso y General (el popular gallinero), la corrección de la inclinación del escenario y la supresión de la primera fila de butacas, que ha permitido ampliar el foso de la orquesta hacia la sala, mejorando así la acústica y la visibilidad de los músicos por parte del público. Al otro lado del telón, la reconstrucción de la caja escénica ha permitido ganar nuevos espacios para habilitar una sala de ensayos con las mismas dimensiones que el escenario, las oficinas administrativas, sala de prensa, nuevas dependencias del teatro, toda la maquinaria escénica y una espaciosa zona para la preparación y montaje de la tramoya para las representaciones.
De forma paralela a la rehabilitación del teatro, se llevó a cabo la reforma de los aledaños, con la reordenación de la zona y la construcción de una plaza en la trasera del recinto. Con ello se ha querido alejar la circulación de vehículos del edificio, evitando cualquier contaminación acústica, y equiparar el degradado en torno a la categoría del recinto teatral.
El entorno mejorará aún más, ahora que se ha demolido el paso a nivel de la autovía, cuando se recupere el cauce del barranco Guiniguada merced a un proyecto que impulsa el ayuntamiento de la ciudad.

### El edificio

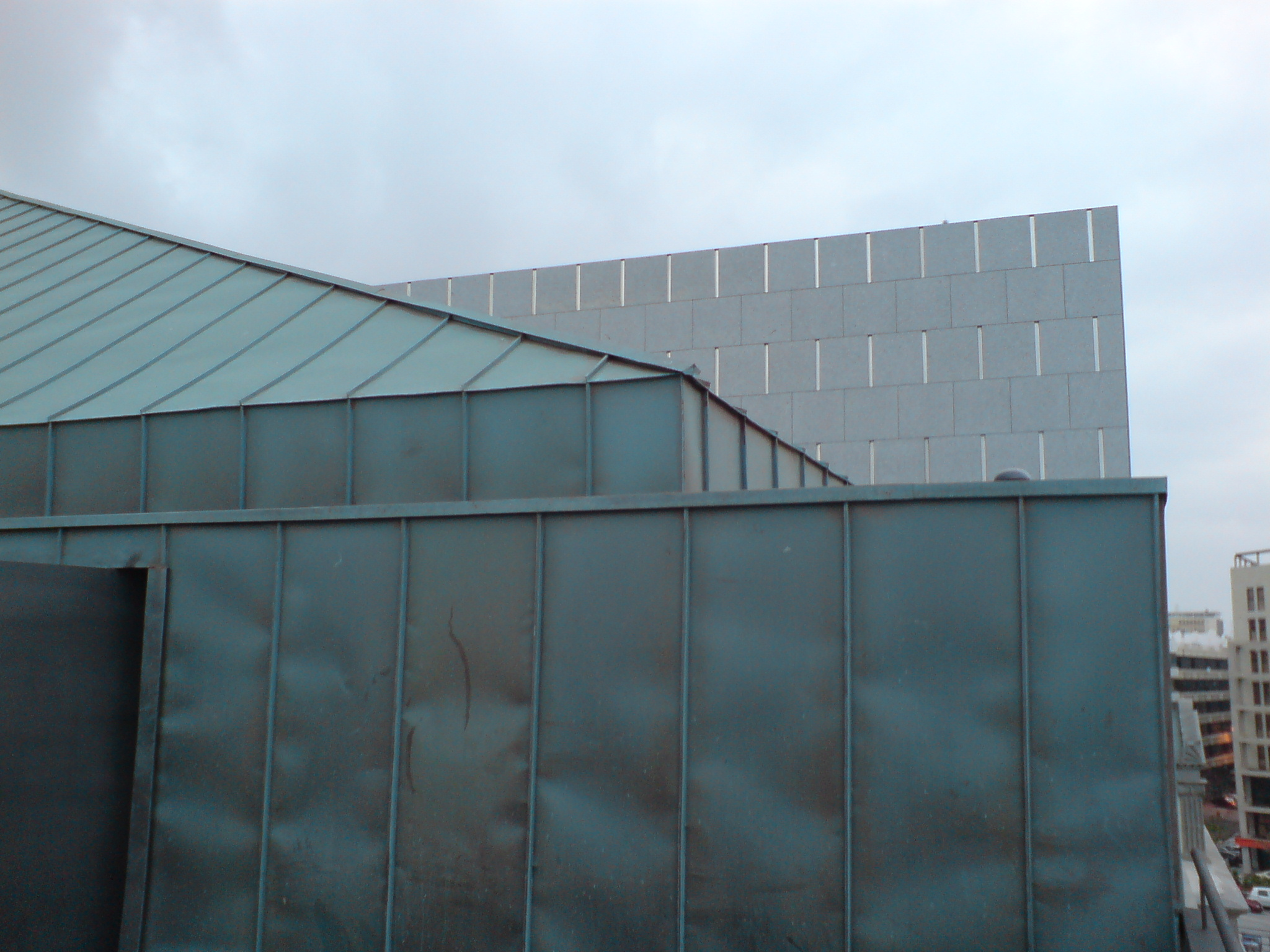
Cubierta y nuevo cuerpo escénico (2007).

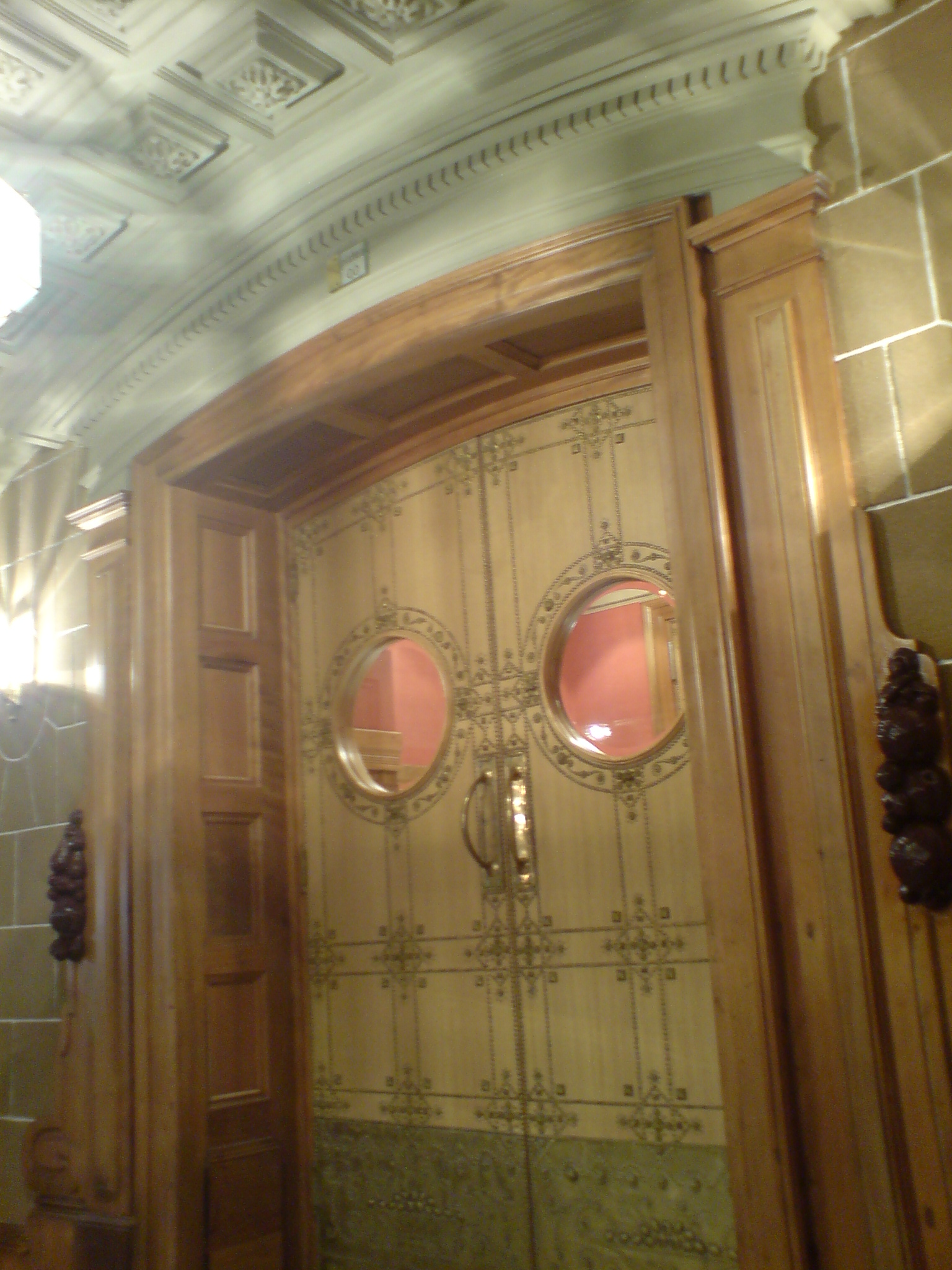
Puerta de acceso principal a platea tras la restauración.

En el edificio se trató la rehabilitación de la sala y de toda la zona noble. Se reconstruyó la zona de techo desprendida del salón Saint-Saëns y se restauraron sus murales en lienzo que se encontraban muy deteriorados a causa del humo del tabaco de los entreactos, el salitre del mar y el polvo. En los saloncitos laterales del Saint-Saëns se restauró el papel pintado que había perdido parte de su decoración con motivos florales. 
En todo el edificio se mantuvo la premisa de cuidar al máximo la estética a la hora de integrar los elementos de última generación en el edificio protegido. La tecnología que, entre otras cosas, requiere la normativa de seguridad, se instaló de manera que respetara la estética y pasase completamente desapercibida. Así en la parte protegida se han instalado focos y balizas de tamaño reducido, difusores de aire acondicionado de pequeña velocidad, un sistema de megafonía oculto y las últimas medidas en seguridad y protección contra incendios que, entre otras muchas prescripciones, obligó a instalar un cableado incapaz de propagar el fuego. Además, se cuenta con un grupo electrógeno propio capaz de autoabastecer al edificio en caso de un fallo de suministro eléctrico.
Toda la madera del teatro estaba plagada de polillas y termitas, por lo que hubo que aplicarle varios tratamientos de desinsectación y proceder a la fumigación de todo el edificio. Tras este proceso se pasó a valorar que piezas habría que sustituir y cuáles había que restaurar. Así, se procedió a la restauración de la puerta de acceso principal al patio de butacas que presentaba una pátina de suciedad que oscurecía y opacaba la madera y que ahora luce como si fuera nueva. 
Las vidrieras que diseñara Néstor y que decoraban los ventanales del salón Saint-Saëns y la linterna de la sala, también fueron desmontadas y sometidas a un proceso restaurativo que se encomendó al artista Juan Antonio Giraldo.
Una de las reformas más significativas del teatro fue la unión de las zonas de butacas de paraíso y general, aprovechándose el espacio ganado para habilitar un pequeño escaparate con objetos antiguos patrimonio del teatro. Este nuevo espacio, se encuentra sobre el Salón Saint-Saëns, y era el vestíbulo de los graderíos de paraíso y general que tenía accesos independientes desde la calle. Ahora este vestíbulo se ha remodelado totalmente con materiales y mobiliario modernos, pavimentos de granito pulido en blanco y negro, nueva iluminación y aire acondicionado; decorándose sus con unas grandes fotografías retrospectivas del edificio. Los accesos independientes fueron eliminados y el salón se comunicó con la planta inferior mediante dos escaleras laterales de diseño actual que son prolongación de la principal.
Para la adaptación del edificio al uso por personas con movilidad reducida fue necesario suprimir las barreras arquitectónicas existentes. Para ello se construyeron dos rampas de acceso para sillas de ruedas que, al estar protegida la fachada, tuvieron que ser instaladas en los laterales del edificio. También se instalaron ascensores con las medidas adecuadas, se ensancharon las los pasillos de platea para que puedan recorrerla con facilidad y en la última fila del patio de butacas se instalaron asientos desmontables para poder seguir las representaciones.
En la sala principal se trabajó para dotarla de las medidas seguridad y las comodidades de las que carecía. Se instaló un sistema de aire acondicionado oculto bajo las butacas, por lo que no se dejó visible ninguna otra salida ni rejilla de ventilación. Se renovó la plataforma del patio de butacas, dotándolo un discreto sistema de balizamiento luminoso, y se redistribuyeron las butacas conforme a los nuevos anchos de pasillo exigidos por las normativas actuales, aumentando la separación entre filas hasta los mínimos de comodidad para lograr una mejor visión del escenario.  
Se sustituyeron las viejas y deterioradas butacas por otras nuevas, manteniendo la filosofía que tradicionalmente se ha seguido en el Pérez Galdós de asientos fijos y practicables en platea y anfiteatros, y sillas sueltas colocadas en palcos y proscenios. Los nuevos asientos, cumplen las exigencias de comodidad y seguridad que imponen las modernas normativas de una manera adecuada para la estética del conjunto, y parte de ellos están dotados de pantallas individuales de traducción que se han instalado en el respaldo, para el uso del espectador que se siente detrás (en platea), y en las barandas, para las butacas de las primeras filas y de palcos. Un lector de traducción colectivo, ubicado sobre la boca del escenario, completará estas prestaciones para general y paraíso.
Del escenario se desmontó el telón diseñado por Néstor que presentaba un avanzado estado de deterioro, debido a su uso y a la exposición diaria sin ninguna protección, y un alto grado de suciedad superficial, como consecuencia de no haberse realizado ningún tratamiento de limpieza desde que se confeccionó e instaló. Dadas sus dimensiones y las características de la obra, sacar el telón del recinto no fue tarea fácil y requirió del empleo de grúas de gran tonelaje, en una operación de gran espectacularidad. Por este motivo, se tuvo que idear un cubículo especial para su transporte hasta la Península, a los talleres de una empresa especializada en la rehabilitación de bienes culturales, que se haría cargo de su restauración bajo la supervisión del Instituto de Patrimonio Histórico Español. Es la única pieza que faltó en la reapertura del teatro, dado que su restauración es complicada, y se prevé que pueda ser instalada después del verano de 2007. Para la reinauguración se utilizó un telón carmesí, del mismo color que las butacas y las cortinas de los palcos, que se abre lateralmente.

### El entorno

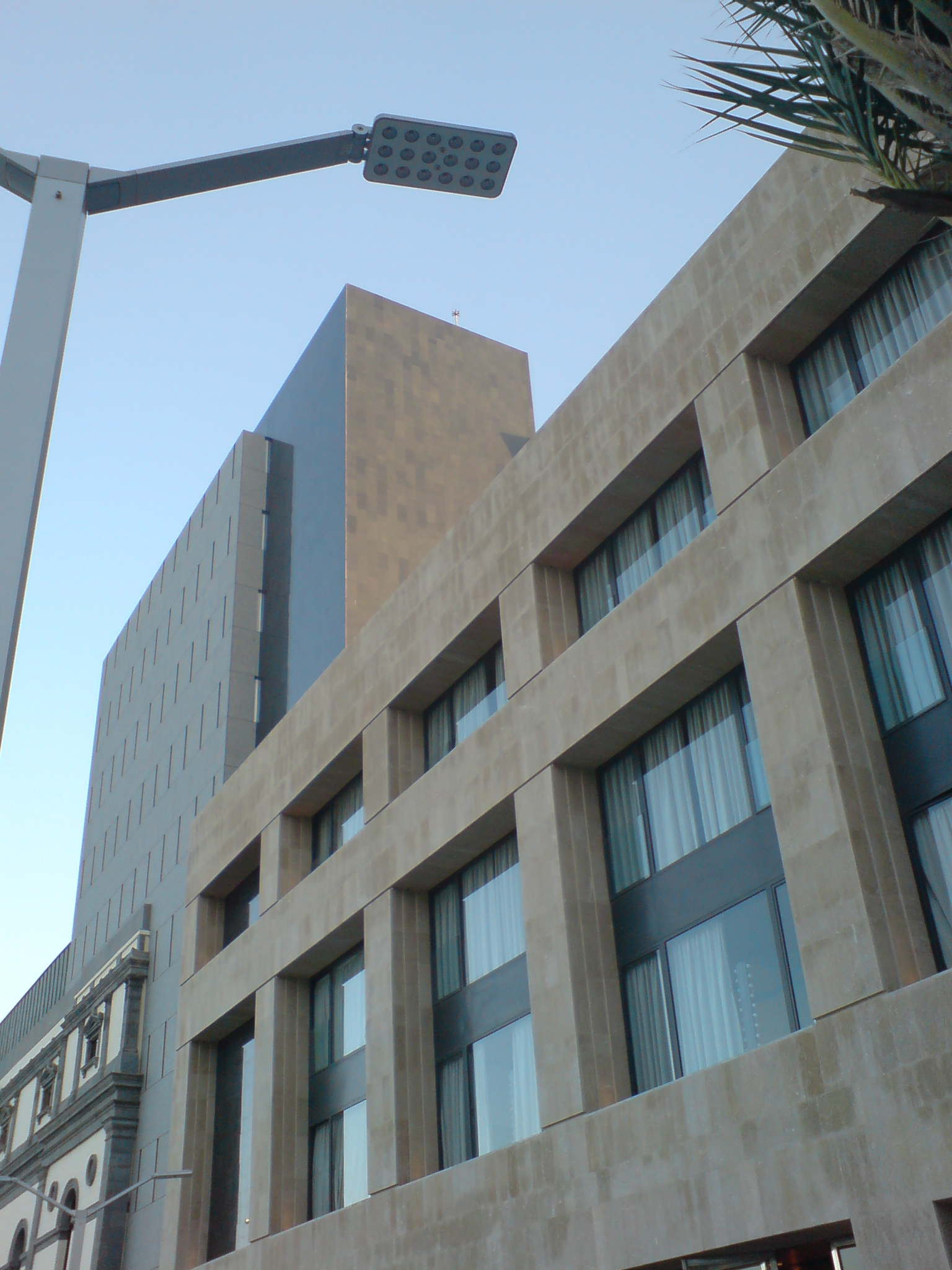
Lateral de la caja escénica desde la plaza.

Uno de los principales objetivos de la reforma del teatro fue la rehabilitación de su entorno, altamente degradado. En él coexistían una terminal e intercambiador para varias líneas de autobuses (en Canarias conocidos como guaguas), una parada de camiones de transporte y otra de taxis, una estación de bombeo de aguas depuradas, subterránea pero con dos grandes chimeneas de ventilación que se asomaban a la superficie, una gasolinera con estación de servicio y unos jardines algo descuidados.
Una de las intervenciones previstas que hubo que desechar fue la construcción de un aparcamiento subterráneo para los usuarios del teatro, que se preveía en el espacio que quedaba delimitado por la propia trasera del recinto y las calles Francisco Gourié, Miguel de Cervantes y avenida de Rafael Cabrera. Sin embargo, lo complicado del subsuelo, plagado de canalizaciones de servicios y los propios colectores que venían a confluir a la estación de bombeo, suponía realizar un fuerte desembolso económico y más obras para desviar todos estos servicios y dejar el espacio libre para construir.
El proyecto de adecuación del entorno del teatro contempló la reposición de la red de saneamiento, la realización de todas las instalaciones necesarias para los servicios de abastecimiento, telecomunicaciones y electricidad; la instalación de nuevo alumbrado público y redes de riego, así como la plantación de arbolado y el ajardinamiento de toda la zona. Las calles que venían a confluir al espacio del teatro fueron renovadas y adaptadas a las nuevas normas de accesibilidad que se habían tenido en cuenta en la obra nueva. También se incluyó dentro de este proyecto el diseño y montaje de un kiosco, en donde se ubica la taquilla del teatro, y la instalación de una marquesina en la parada de guaguas, obra del arquitecto catalán Óscar Tusquets Blanca, de diseño singular y moderno, similar a la que concibió para su instalación en los aledaños del Auditorio Alfredo Kraus.
Tras la reforma, la ciudad ha pasado tener un espacio diáfano de 9000 metros cuadrados, revestido totalmente en piedra de cantería, de estilo moderno y funcional y dotado de una iluminación de bajo consumo y baja intensidad que permite destacar la arquitectura del edificio y los juegos de luces que se producen en las fachadas exteriores del cubo de la caja escénica.

## Reapertura

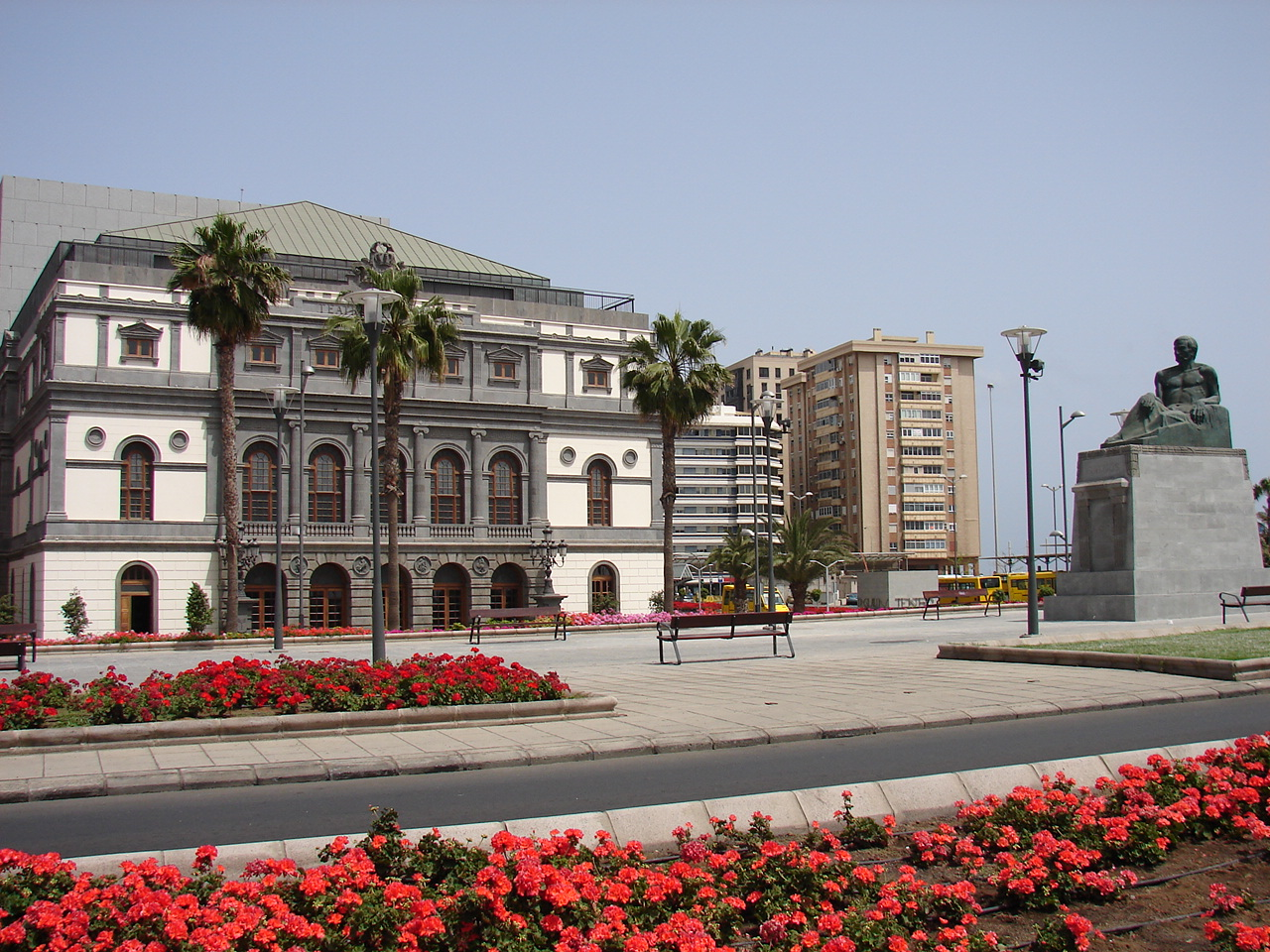
Monumento a Benito Pérez Galdós frente al Teatro.

Tras estar siete años cerrado y después de tres de obras, el Teatro Pérez Galdós se reinauguró por segunda vez abriendo sus puertas el sábado 14 de abril de 2007 con un acto institucional, un concierto inaugural a cargo de la Orquesta Filarmónica de Gran Canaria y su coro y, como colofón, un espectáculo de fuegos artificiales. Además, con la denominación "Teatro abierto" el ayuntamiento de la ciudad programó de forma paralela una serie de eventos gratuitos de carácter más festivo y dirigidos al disfrute de toda la ciudadanía. Durante todo el fin de semana se prodigaron por las calles de los barrios de Triana y Vegueta, engalanadas para la ocasión, diversos espectáculos de teatro de calle, actuaciones musicales de estilos variados, exposiciones y otros actos conmemorativos del acontecimiento. 
Por su parte, la dirección del teatro programó una semana de representaciones con motivo de la inauguración:
Concierto inauguralLa Orquesta Filarmónica de Gran Canaria, dirigida por el titular Pedro Halffter Caro interpretó la Sinfonía n,º 9, en re menor, Opus 125 “Coral” de Ludwig van Beethoven, cuyo vibrante final, basado en la Oda a la Alegría de Friedrich Schiller, símbolo de la fraternidad y la alegría, es desde 1986 el himno de la Unión Europea. El cuarteto solista lo formaron la soprano alemana Melanie Diener, la mezzosoprano ovetense Lola Casariego, el tenor alemán Endrik Wottrich y el bajo finlandés Johan Tilli, y junto a ellos los componentes del Coro de la Orquesta Filarmónica de Gran Canaria, dirigido por Luis García Santana. Este evento fue retransmitido al público asistente congregado en la plaza exterior del teatro mediante una pantalla gigante de vídeo, al tiempo que era emitido en directo por televisión para toda Canarias.
Orquesta del Teatro Mariinsky de San PetersburgoCon Valeri Gérgiev como director y la soprano Cristina Gallardo-Domâs fueron las dos grandes estrellas de la segunda jornada inaugural que se celebró el lunes 16 de abril. Junto a ellos actuó, por primera vez en la capital grancanaria, la Orquesta del Teatro Mariinsky de San Petersburgo que ofrecieron un recital compuesto por el Capricho español de Rimski-Kórsakov, la Sinfonía Patética de Piotr Ilich Chaikovski o arias de Manon Lescaut, de Puccini.
El anillo del nibelungo, festival escénico en un prólogo y tres jornadasA partir de la tercera jornada y durante cuatro más, el teatro afrontó su gran prueba de fuego con la puesta en escena de El anillo del nibelungo, una serie de cuatro óperas épicas de Richard Wagner. La primera representación de este ciclo, El oro del Rin sirvió como prueba de la acústica del recinto, concebido para llevar a cabo funciones operísticas. La complejidad en los cambios y montaje de escenografía que deben hacerse de una pieza a otra (las piezas se representaron el martes, miércoles, viernes y domingo) sirvió también para mostrar las posibilidades técnicas del coliseo. La maquinaria funcionó perfectamente y la escenografía estuvo acoplada a la acción dramática en todo momento, con lo que el Pérez Galdós se convirtió en el primer teatro de España en representar la tetralogía completa en una sola semana.